# Nadine Gordimerová
Nadine Gordimerová (20. listopadu 1923 Springs Jihoafrická republika – 13. července 2014 Johannesburg Jihoafrická republika) byla jihoafrická spisovatelka, nositelka Nobelovy ceny za literaturu za rok 1991. V roce 1974 získala Bookerovu cenu za román Ochránce (The Conservationist). Patřila k vlivným odpůrkyním politiky rasové segregace v Jihoafrické republice. Ve svém díle se zabývala sociální a rasovou problematikou Jižní Afriky.

## Životopis
Nadine Gordimerová se narodila 20. listopadu 1923 do rodiny klenotníka Isidora Gordimera, emigranta z Litvy. Matka byla britského původu. 
Její zájem o rasovou a ekonomickou nerovnost v Jižní Africe částečně formovali rodiče. Zkušenost otce jako uprchlíka, který sice nebyl politickým aktivistou, pomohla dívce utvářet budoucí pohled na diskriminaci lidí. U matky viděla obavy z chudoby a z popírání lidských práv. Jako dospívající dívka byla svědkem vládních represí, když policie prohledávala jejich dům a zabavila dopisy a deníky. 
Chodila do katolické klášterní školy, ale od deseti let se vzdělávala doma. Hodně četla a v raném věku začala psát. V roce 1937 ve věku třinácti let byla vydána její první povídka pro děti „The Quest for Seen“. Ve stejném roce vyšla povídka „Gold“ a povídka „Come Again Tomorrow“.
Začala studovat na Witwaterstrandské univerzitě v Johannesburgu, ale školu po roce opustila. Aktivně pracovala v černošském kulturním centru na předměstí „Sophiatown“ v Johanesburgu. V roce 1948 se odstěhovala do Johannesburgu, kde strávila většinu svého života. Zde navštěvovala různé kurzy a pokračovala v psaní. Publikovala převážně v místních jihoafrických časopisech. Její rané příběhy vyšly ve sbírce Face to Face, vydané v roce 1949. 
V roce 1951 publikoval časopis The New Yorker její příběh „Strážce mrtvých“. V počátcích své tvorby psala většinou povídky, které publikovala vedle The New Yorkeru v dalších literárních časopisech. Její první nakladatelkou byla Lulu Friedmanová, manželka poslance Bernarda Friedmana. V jejich domě „Tall Trees“ na First Avenue, Lower Houghton, v Johannesburgu se záhy setkávala s dalšími spisovateli, kteří vystupovali proti apartheidu.
V roce 1953 vydala první novelu The Lying Days, která vycházela z jejího života. Inspirována „Džunglí“ amerického spisovatele Uptona Sinclaira zde popisovala život v hornickém městě Springs poblíž Johannesburgu. Po vyhlášení Jihoafrické republiky, v šedesátých letech dvacátého století se poměry v zemi vyostřily. V románech Occasion for Loving (1963) nebo The Late Bourgeois World (1966) proto rozebírala nespravedlivé zákony země, ale i mezilidské vztahy. V roce 1974 získala za román The Conservationist britskou Bookerovu cenu.
Jako bílá Jihoafričanka cítila potřebu omlouvat se za činy, které páchali generace rodičů, knihami ale také svým občanským postojem. V roce 1991 byla za svůj přínos v boji proti apartheidu a šíření povědomí o problémech Jižní Afriky oceněna Nobelovou cenou. V této době se zajímala česká média o její tvorbu a publikovala zajímavé články o její osobě i díle. V březnu roku 2004 zahajovala pražský Festival spisovatelů.
Její tvorba byla oceněna také univerzitami ve světě, například Yaleova univerzita, Harvardova univerzita, Columbijská univerzita, belgická Katolická univerzita v Lovani a univerzita v Kapském Městě. Vedle dalších ocenění získala patnáct čestných doktorátů.  Čtyřikrát obdržela Cenu za literaturu, naposledy v roce 1991. V roce 2007 byla oceněna francouzským Řádem čestné legie.
Ve své tvorbě se zabývala politikou a láskou. Román a povídka pro ni byly hledáním identity a sebepotvrzení, nástrojem k proniknutí do společnosti, která pokrytectví skrývá za cenzurou. Společnosti, která odmítá svoji historii a produkuje lži. Postavy jejich příběhů jsou ohrožovány násilím a brutalitou. Nesentimentální a diagnostická Nadine Gordimerová se stala svojí tvorbou protiváhou propagandy režimu. Její dílo představuje psychologickou a sociální kroniku půlstoletí života Jižní Afriky. Její tvorba byla přeložena do více než třiceti jazyků.

### Politický aktivismus
Zpočátku se o politiku nezajímala. Zatčení její blízké přítelkyně Bettie du Toit v roce 1960 a masakr v Sharpeville ji přivedly do hnutí proti apartheidu. Aktivně se zapojila do politického dění v zemi. Mezi její blízké přátele patřili obhájci Nelsona Mandely (Bram Fischer a George Bizos) během jeho soudního procesu v roce 1962. Mandelovi také pomáhala upravit jeho projev „Jsem připraven zemřít “, který přednesl z lavice obžalovaného u soudu. Když byl Mandela v roce 1990 propuštěn z vězení, patřila mezi první osoby, se kterými se chtěl setkat. 
Jihoafrická vláda jí zakázala několik knih. Novela Pozdně buržoazní svět (The Late Bourgeois World) z roku 1966 byla zakázána v roce 1976 na dalších deset let, kniha Svět cizinců (A World of Strangers) byla zakázána dvanáct let. Politický román Burgerova dcera (Burger's Daughter) vydaný v červnu roku 1979 byl zakázán o měsíc později. Cenzuru této knihy zrušila odvolací komise výboru pro publikace o tři měsíce později. Spisovatelka reagovala na toto rozhodnutí v Essential Gesture (1988) a poukázala i na další cenzurování knih černošských autorů.
Knihou Červencoví lidé (July’s People) z roku 1981 čelila cenzuře během apartheidu, ale i později. V roce 2001 bylo toto dílo dočasně odstraněno ze seznamu školní četby spolu s díly jiných autorů proti apartheidu. Kniha byla popisována jako dílo „hluboce rasistické, nadřazené a povýšené“. Autorka považovala tento argument za urážku. Proti této cenzuře protestovala řada literárních a politických osobností.
Aktivně se zapojila do činnosti strany Africký národní kongres. V rámci aktivit proti apartheidu cestovala po světě a šířila povědomí o problémech Jižní Afriky. Ukrývala vůdce strany ve svém domě, aby nebyli zatčeni vládou. V roce 1986 svědčila v Delmas Treason Trial procesu proti dvaceti dvěma  jihoafrickým aktivistům, obviněných z velezrady. Během let se pravidelně účastnila demonstrací proti apartheidu v Jižní Africe.
Patřila k zakladatelům Kongresu jihoafrických spisovatelů. Působila jako viceprezidentka Mezinárodního PEN klubu. Pracovala jako velvyslankyně dobré vůle pro potírání chudoby v rámci Rozvojového programu OSN.
Na přelomu tisíciletí byla aktivní v hnutí HIV/AIDS, které řešilo krizi veřejného zdraví v Jižní Africe. V roce 2004 s dalšími dvaceti spisovateli podpořila  kampaň pro HIV/AIDS organizaci „South Africa's Treatment Action Campaign“.
V roce 2005 se vydala na přednášková turné po světě, kde přednášela a diskutovala o otázkách zahraniční politiky a diskriminace v Jižní Africe. V roce  2006 působila na „Massey College University“ v Torontu jako lektorka.
O dvacet let později po porážce apartheidu bojovala opět. Společně s jihoafrickým spisovatelem André Brinkem napsala petici proti plánům vlády umlčet místní média. Petici podepsala celá řada spisovatelů, jako například John Maxwell Coetzee, akademik Njabul Ndebele, nebo herec a dramatik John KaniZákon o ochraně informací patří podle kritiků mezi největší hrozby pro svobodu tisku od dob apartheidu.           

## Tvorba
Nadine Gordimerová začala publikovat již od svých patnácti let. Pocházela z bělošské střední vrstvy. Ve své tvorbě otevřeně zobrazovala rasovou problematiku v zemi a celé Jižní Africe. Snažila se jasně a zřetelně informovat zahraniční země o životě lidí v apartheidu. Ve svém díle zobrazovala napětí a útlak plynoucí z vymezování lidské rasy popisováním konkrétních životů jednotlivých postav. Předmětem její kritiky se stala také v rámci znalosti prostředí domova, anglicky mluvící střední vrstva a její neochota a neschopnost postavit se proti apartheidu.
Román Burgerova dcera byl zařazen na seznam stovky nejlepších afrických knih dvacátého století. K dalším významným dílům patří romány Červencoví lidé, The House Gun (Domácí zbraň) a The Pickup (Poutníci).

### Významná díla
Román Burgerova dcera z roku 1979 vypráví příběh ženy, která analyzuje svůj vztah s otcem, bojovníkem proti apartheidu. Rosa Burgerová jako dítě dvou aktivistů se přidává k boji za jejich pravdu. Román vychází z historie boje proti apartheidu. Podle slov autorky byl román „zakódovanou poctou“ komunistickému právníkovi Bramu Fischerovi.
V románu Červencoví lidé z roku 1981 se děj odehrává během fiktivní občanské války v Jihoafrické republice. Černoši se vzbouří proti vládě apartheidu a běloši jsou vražděni. Bělošský pár Maureen a Bamford Smalesovi se ukrývají ve vesnici u svého dlouholetého černého sluhy. Autorka románu zkoumá, jak se lidé vyrovnávají s volbami, které jim přináší násilí a rasová nenávist.
The House Gun z roku 1998 sleduje příběh bohatého páru Claudie a Haralda Lingardových. Ti se snaží pochopit čin dospělého syna Duncana, který zastřelil muže, jež ho zradil. Rodiče jsou ohromeni životem a vztahy v Duncanově životě (gayové, černoši, sexuální svoboda), který neznali. Román se zabývá rostoucí kriminalitou v Jižní Africe a množstvím zbraní, které vlastní prakticky všechny domácnosti, jako dědictví jihoafrického apartheidu.
Román The Conservationist přináší na základě portrétu „bílého“ jihoafrického podnikatele kritiku liberalismu na počátku sedmdesátých let v Jižní Africe. Bohatý Mehring si koupí zemědělskou farmu jako své víkendové sídlo a přijímá roli ochránce životního prostředí a země, kterou autorka používá jako metaforu pro historii a národní identitu země. Podnikatel Mehring hledá také smysl života mezi černými dělníky, kteří žijí a pracují na jeho farmě. Román předjímá zhroucení přísných sociálních hranic nastolených apartheidem.
Romantický román The Pickup z roku 2002 se zabývá otázkami vysídlení, odcizení a imigrace. Hledá schopnost lidí milovat a přijímat i přes kulturní a sociální rozdíly. Kniha vypráví příběh páru. Julie Summersové je mladá běloška z finančně zajištěné rodiny a „Abdua“ je ilegální přistěhovalec z arabské země. Poté, co je Abduovi zamítnuto vízum, se pár vrací do jeho vlasti, kde je Julie imigrantkou. Studuje Korán, učí se arabsky. Přizpůsobování změnám ji umožní navázat kontakt s odcizenou matkou. The Pickup je důkazem, že láska v globalizujícím se světě nejen „přežívá“, ale také „vzkvétá“.

## Dílo
- Face to Face: Short Stories, Silver Leaf Books (South Africa) (1949)
- The Soft Voices of the Serpent (1952)
- The Lying Days (1953)
- The Soft Voice of the Serpent and Other Stories (1953)
- Six Feet of the Country (1956)
- A World of Strangers (1958)
- Friday’s Footprint and Other Stories (1960)
- Occasion for Loving (1963)
- Not for Publication (1965)
- The Late Bourgeois World (1966)
- South African Writing Today (1967)

- Penguin Modern Stories, contributor, Penguin (1970)
- A Guest of Honour (1971)
- African Literature: The Lectures Given on This Theme at the University of Cape Town's Public Summer School, February 1972, University of Cape Town (South Africa) (1972)
- Livingstone’s Companions (1972)
- On the Mines, with David Goldblatt, C. Struik (South Africa) (1973)
- The Black Interpreters: Notes on African Writing (1973)
- The Conservationist (1974)
- Selected Stories, reissued as "No Place Like: Selected Stories" (1975)
- Some Monday for Sure, Cape (1975)
- Burger’s Daughter (1979)
- A Soldier’s Embrace (1980)
- What Happened to Burger's Daughter Or How South African Censorship Works (1980)
- July’s People (1981)
- Something Out There (1984)
- The Tanner Lectures on Human Values (1985)
- A Correspondence Course and Other Stories (1986)
- Lifetimes: Under Apartheid, with David Goldblatt (1986)
- Reflections of South Africa: Short Stories (1986)
- A Sport of Nature (1987)
- The Essential Gesture: Writing, Politics and Places (essays, 1988)
- My Son’s Story (1990)
- Crimes of Conscience (1991)
- Jump and Other Stories (1991)
- Three in a Bed: Fiction, Morals and Politics (1991)
- Why Haven’t You Written. Selected Stories 1950-1972 (1992)
- None to Accompany Me (1994)
- Writing and Being (essays, 1995)
- Harald, Claudia and Their Son Duncan, Bloomsbury Birthday Quid (1996)
- The House Gun (1998)
- Living in Hope and History: Notes On Our Century (1999)
- The Pickup (2001), česky Poutníci, přel. Petr Mikeš, Odeon 2004
- Loot and Other Stories (2003)
- Telling Tales (2004)
- Get a Life (2005), česky Začni žít, přel. Zuzana Mayerová, Mladá fronta 2009
- Beethoven Was One-Sixteenth Black (2007)
- The Image and the Word (2010)